# NIC-57B
La NIC-57B  es una importante carretera nacional clasificada como colectora secundaria en Nicaragua. Esta vía comienza en el Sur en la NIC-57A en Abisnia, Departamento de Jinotega y culmina en el Norte en la NN-66, en El Cuá, departamento de Jinotega.

## Extensión
Con una extensión de 12,07 millas (19,4 km), la NIC-57B juega un rol clave en la conectividad y transporte de la región.